# Premiul France Culture
Premiul France Culture (în franceză Prix France Culture) a fost un premiu literar francez creat în 1979 de postul de radio France Culture.
În 2006 a fost redenumit Premiul France Culture-Télérama, iar numele său a fost folosit din 2007 pentru a înlocui Premiul Arlequin, un premiu cinematografic acordat în paralel cu Marele Premiu pentru cel mai bun scenarist.

## Istoric
Premiul a fost creat în 1979 pentru a recunoaște autori importanți a căror operă este încă necunoscută publicului larg. Se acorda la începutul primăverii, cu ocazia târgului de carte din Paris. Acest premiu nu este dotat financiar, dar cartea este promovată la radio. În 2006, radioul s-a asociat cu ziarul cultural Télérama și a transformat premiul în Premiul France Culture-Télérama, acordat în aceleași condiții.

## Laureați
- 1979 : Roger Laporte pentru Souvenirs de Reims
- 1980 : Claude Ollier pentru Marrakch Medine
- 1981 : Gilbert Lascault pentru Boucles et Nœuds și La Destinée de Jean Simon Castor
- 1982 : Patrick Reumaux pentru Jeanne aux chiens
- 1983 : Catherine Weinzaepflen pentru Portrait et un rêve
- 1984 : Jean Tortel pentru Feuilles tombées d'un discours și Pierre Michon pentru Vies minuscules
- 1985 : Emmanuel Hocquard pentru Aerea dans les forêts de Manhattan
- 1986 : Jacques Roubaud pentru Quelque chose noir
- 1987 : Rabah Belamri pentru Regard blessé
- 1988 : Bernard Noël pentru Journal du regard
- 1989 : Gérard Macé pentru Le Dernier des Égyptiens
- 1990 : Claude Roy pentru L'Étonnement du voyageur și pentru întreaga sa operă
- 1991 : Claude Esteban pentru Soleil dans une pièce vide
- 1992 : Jean-Christophe Bailly pentru Description d'Olonne
- 1993 : Paule Thévenin pentru Antonin Artaud, ce désespéré qui vous parle
- 1994 : Jean-Loup Trassard pentru L'Espace antérieur
- 1995 : Pierre Bergounioux pentru Miette
- 1996 : Claude Lucas pentru Suerte
- 1997 : Jean-Pierre Milovanoff pentru La Splendeur d'Antonia
- 1998 : Pascal Quignard pentru Vie secrète
- 1999 : Jean-Louis Schefer pentru Figures peintes
- 2000 : Christian Gailly pentru Nuage rouge
- 2001 : Jean Hatzfeld pentru Dans le nu de la vie
- 2002 : Dominique Rolin pentru Le Futur immédiat
- 2003 : Olivier Rolin pour Tigre en papier
- 2004 : Georges-Arthur Goldschmidt pentru Le Poing dans la bouche
- 2005 : Christine Angot pentru Les Désaxés și pentru Une partie du cœur
- 2006 : Premiul este înlocuit de prix France Culture-Télérama